# Georg af Braunschweig-Lüneburg
Georg af Welf, født 17. februar 1582, død 2. april 1641, var hertug af Braunschweig-Lüneburg og stamfader til huset Hannover. Han var søn af Vilhelm den Yngre af Braunschweig-Lüneburg og Dorothea af Danmark, og han var gift med Anna Eleonora af Hessen-Darmstadt.
Han trådte 1612 i dansk tjeneste og deltog i Kalmarkrigen men var imod Danmarks indblanding i Den Nedersaksiske Kreds' anliggender og forsøgte forgæves at forene dens fyrster i væbnet neutralitet. Efter det fejlslagne forsøg gik han i 1626 i kejserlig tjeneste til 1630. Restitutionsediktet, som fik den katolske kirke til at stille krav om hans slægts besiddelser, fik ham til i 1631 at træde i tjeneste som general for Gustav II Adolf. Han satte dog hele tiden sit lands og sin slægts interesser forud for Sveriges og optrådte især efter Gustav II Adolfs død meget selvstændigt. Den gensidige mistro forhindrede den fulde udnyttelse af Georgs sejr i slaget ved Oldendorf den 28. juni 1633, og i 1635 tilsluttede han sig indgåelsen af freden i Prag. I 1636 blev han regerende fyrste af Calenberg og nærmede sig med sine brødre atter Sverige, da kejseren ikke ville tilbagegive det vigtige Wolfenbüttel. I 1639 indgik Georg forbund med Hessen-Kassel, og i 1640 lod han sine tropper forene med Johan Banérs, men døde allerede foråret efter, hvilket bidrog til en svær krise for Sveriges krigsførelse.

## Børn
- Christian Ludwig (1622–1665)
- Georg Wilhelm (1624–1705), far til Sophie Dorothea af Braunschweig-Lüneburg, hustru til den fremtidige Georg 1. af Storbritannien
- Johan Frederik (1625–1679)
- Sophie Amalie (1628–1685)
- Ernst August (1629–1698)